# Ninetis
Ninetis is een geslacht van spinnen uit de familie trilspinnen (Pholcidae).

## Soorten
Het geslacht kent de volgende soorten:
- Ninetis minuta (Berland, 1919)
- Ninetis namibiae Huber, 2000
- Ninetis russellsmithi Huber, 2002
- Ninetis subtilissima Simon, 1890
- Ninetis toliara Huber & El-Hennawy, 2007